# Wegekreuz Loope

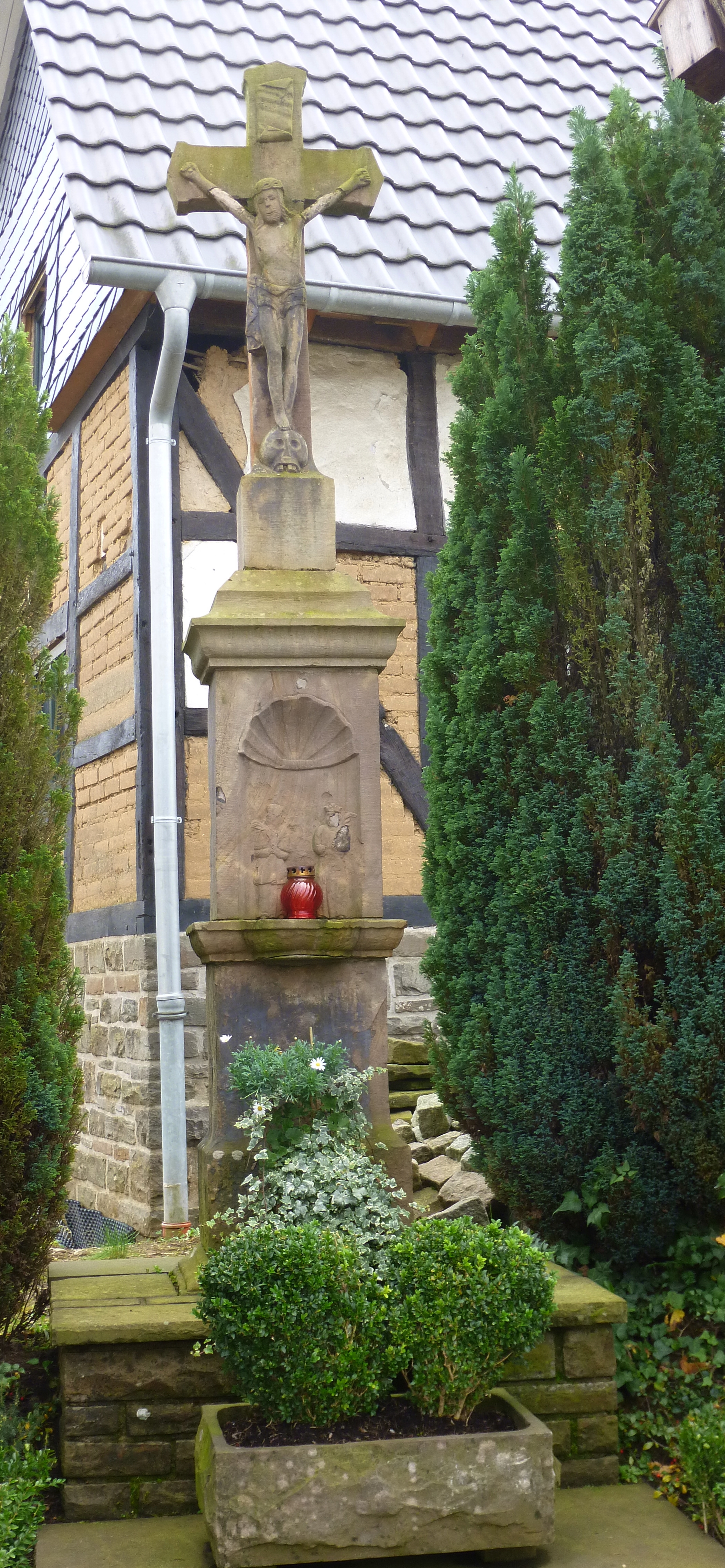
Das Wegekreuz im Looper Hof

Das Wegekreuz Loope ist ein aus Sandstein gefertigtes Kreuz in Engelskirchen-Loope. Es steht unter Denkmalschutz.

## Lage
Das Kreuz befindet sich in Loope am Straßenrand der Straße „Im Hof“ vor einem Fachwerkhaus.

## Beschreibung und Bedeutung
Das ungefähr drei Meter hohe Kreuz ist aus Lindlarer Sandstein gefertigt und mit der Inschrift „Im Jahre 1772, Juni, hat die Looper Nachbarschaft dieses Kreuz zu Ehren Gottes aufrichten lassen“, versehen. Oberhalb des Korpus trägt das Kruzifix die Inschrift INRI. Die Fußspitzen des Gekreuzigten berühren einen Schädel ohne Unterkiefer, was als Symbol für die Schädelstätte Golgota verstanden werden kann.
In den Mittelteil der Stele ist eine Wandnische in Form eines Muschelornaments eingearbeitet. Hier befinden sich zwei Reliefs.
- Das linke Relief stellt Johannes Nepomuk dar, der als Schutzpatron gegen Hochwasser gilt. Seine Abbildung kann durch die hochwassergefährdete Lage Loopes im Aggertal erklärt werden.
- Das rechte Relief stellt vermutlich Barbara von Nikomedien dar, die als Schutzpatronin der Bergleute verehrt wird. Ihre Abbildung weist darauf hin, dass in Loope über Jahrhunderte von Jahren Bergbau betrieben wurde.

Im unteren Teil der Stele befindet sich ein weiteres Relief, das nur schwach zu erkennen ist. Es zeigt vermutlich Rochus von Montpellier, den Schutzpatron der Pestkranken und Haustiere, dem die Looper Bürger bereits 1682 im gegenüberliegenden Aggerufer eine Rochuskapelle gewidmet hatten.

## Geschichte
Das Kreuz wurde 1772 von der damaligen Hofgemeinschaft erbaut. Gründe für den Bau sind nicht bekannt. In den Jahren 1982 und 1983 wurde das Kreuz aufgrund von Verwitterungserscheinungen restauriert.